# Todos los romances
| Críticas profissionais | Críticas profissionais |
| Avaliações da crítica  | Avaliações da crítica  |
| Fonte                  | Avaliação              |
| ---------------------- | ---------------------- |
| Allmusic               | [ 1 ]                  |

Todos los Romances é um box do cantor mexicano Luis Miguel, lançado em 1998. Contêm as faixas dos três primeiros álbuns da série Romance: Romance, Segundo Romance e Romances.

## Faixas
| Todos los Romances — CD 1 |                           |                                           |         |  |
| N.º                       | Título                    | Compositor(es)                            | Duração |  |
| 1.                        | "Cuándo Vuelva a Tu Lado" | María Méndez Grever                       | 3:31    |  |
| 2.                        | "No Sé Tú"                | Armando Manzanero                         | 3:31    |  |
| 3.                        | "Como"                    | Chico Novarro                             | 3:19    |  |
| 4.                        | "La Puerta"               | Luís Demetrio Billy Sherrill Norro Wilson | 3:28    |  |
| 5.                        | "La Barca"                | Roberto Cantoral                          | 4:23    |  |
| 6.                        | "Te Extraño"              | Manzanero                                 | 3:43    |  |
| 7.                        | "Usted"                   | Gabriel Ruíz José Antonio Zorrilla        | 3:23    |  |
| 8.                        | "Contigo en la Distancia" | César Portillo de la Luz                  | 3:23    |  |
| 9.                        | "Mucho Corazón"           | Emma Elena Valdelamar                     | 3:23    |  |
| 10.                       | "La Mentira"              | Álvaro Carrillo Juan Gabriel              | 3:48    |  |
| 11.                       | "No Me Platiques Más"     | Vicente Garrido                           | 3:48    |  |
| 12.                       | "Inovidable"              | Julio Gutierrez                           | 4:16    |  |
| Duração total:            | Duração total:            | Duração total:                            | 42:02   |  |

| Todos los Romances — CD 2 |                         |                               |         |  |
| N.º                       | Título                  | Compositor(es)                | Duração |  |
| 1.                        | "El Día Que Me Quieras" | Carlos Gardel Alfredo le Pera | 3:58    |  |
| 2.                        | "Sin Tí"                | Pepe Guízar                   | 3:00    |  |
| 3.                        | "Somos Novios"          | Manzanero                     | 3:10    |  |
| 4.                        | "La Media Vuelta"       | José Alfredo Jiménez          | 2:42    |  |
| 5.                        | "Solamente una Vez"     | Agostín Lara                  | 2:58    |  |
| 6.                        | "Todo y Nada"           | Garrido                       | 3:35    |  |
| 7.                        | "Historia de un Amor"   | Eleta Almarán                 | 3:55    |  |
| 8.                        | "Como Yo Te Amé"        | Manzanero                     | 3:30    |  |
| 9.                        | "Nosotros"              | Pedro Junco                   | 4:00    |  |
| 10.                       | "Yo Sé Que Volverás"    | Manzanero Luís Pérez Sabido   | 3:35    |  |
| 11.                       | "Delirio"               | Portillo de la Luz            | 4:34    |  |
| Duração total:            | Duração total:          | Duração total:                | 36:57   |  |

| Todos los Romances — CD 3 |                                          |                                         |         |  |
| N.º                       | Título                                   | Compositor(es)                          | Duração |  |
| 1.                        | "Voy a Apagar la Luz/Contigo Aprendí"    | Manzanero                               | 4:09    |  |
| 2.                        | "Sabor a Mí"                             | Carrillo                                | 3:05    |  |
| 3.                        | "Por Debajo de la Mesa"                  | Manzanero                               | 3:03    |  |
| 4.                        | "La Gloria Eres Tú"                      | José Antonio Méndez                     | 3:21    |  |
| 5.                        | "Amanecer"                               | Manzanero                               | 3:31    |  |
| 6.                        | "Encadenados"                            | Carlos Arturo Briz                      | 3:59    |  |
| 7.                        | "Bésame Mucho"                           | Sunny Skylar Consuelo Velázquez         | 5:26    |  |
| 8.                        | "Contigo (Estar Contigo)"                | Cláudio Estrada                         | 4:08    |  |
| 9.                        | "Noche de Ronda"                         | Lara                                    | 4:16    |  |
| 10.                       | "El Reloj"                               | Cantoral                                | 3:02    |  |
| 11.                       | "Júrame"                                 | Méndez Grever                           | 3:57    |  |
| 12.                       | "De Quererte Así (De T'Avoir Aimee)"     | Charles Aznavour                        | 3:13    |  |
| 13.                       | "Uno"                                    | Enrique Santos Discepóio Mariano Moraes | 4:48    |  |
| 14.                       | "Mañana de Carnaval (Manha do Carnival)" | Luís Bonfá Antônio Maria                | 4:06    |  |
| Duração total:            | Duração total:                           | Duração total:                          | 52:05   |  |

## Charts
| Chart (1998)               | Posição |
| -------------------------- | ------- |
| Billboard Latin Pop Albums | 6       |
| Billboard Top Latin Albums | 12      |

## Vendas e certificações
| Região | Certificação | Vendas/distribuição |
| --- | ------------ | ------------------- |
| Argentina (CAPIF) | Ouro         | 30.000x             |
| Espanha |              | 200.000             |
| *vendas baseadas apenas na certificação ^distribuições baseadas apenas na certificação xdistribuições não-especificadas baseadas apenas na certificação |              |                     |